# Нун, Йосеф
Йосеф Нун (чеш. Josef Nun, 22 июля 1933, Тиниште-над-Орличи — 26 марта 2019, Градец-Кралове) — чехословацкий и чешский шахматист, международный мастер (1976).
Участник чемпионатов Чехословакии 1962 и 1964 гг., ряда сильных по составу международных турниров. Лучший результат показал на турнире в Дечине (1976 г.), когда занял 2-е место и выполнил норму международного мастера. Также удачно выступил на турнирах в Экшё (1981 г.), где участвовал в дележе 3-го места, и Наленчуве (1987 г.), где разделил 2—5 места. Победитель рождественского турнира в Градец-Кралове. Трехкратный чемпион Восточночешского края.
В составе клуба TJ Slavia Hradec Králové победитель командного чемпионата Чехословакии 1977 г., серебряный призер командного чемпионата 1978 г., бронзовый призер командного чемпионата 1988 г. Выступал за клуб в разных чешских лигах до 2018 г.
Добился значительных успехов в игре по переписке. Дважды побеждал в чемпионатах Чехословакии по переписке. В составе сборной Чехословакии стал победителем 5-й заочной олимпиады (1965—1968 гг.) и серебряным призером 6-й заочной олимпиады. Участвовал в финальном турнире 8-го чемпионата мира (1975—1980 гг.), однако занял последнее место, не одержав ни одной победы и проиграв почти все партии.
Редактор шахматного отдела газеты "Hradecký noviný".
Сын — международный мастер И. Нун.

## Основные спортивные результаты
| Год                       | Город                                                                                          | Соревнование                                                                                   | + | −  | =  | Результат | Место             |
| ------------------------- | ---------------------------------------------------------------------------------------------- | ---------------------------------------------------------------------------------------------- | - | -- | -- | --------- | ----------------- |
| 1962                      | Яблонец-над-Нисоу                                                                              | Чемпионат Чехословакии                                                                         | 1 | 3  | 13 | 7½ из 17  | 12—14             |
| 1964                      | Брно                                                                                           | Чемпионат Чехословакии                                                                         | 2 | 3  | 12 | 8 из 17   | 12                |
| 1975                      | Дечин                                                                                          | Международный турнир                                                                           | 1 | 5  | 10 | 6 из 15   | 10—12             |
| 1976                      | Дечин                                                                                          | Международный турнир                                                                           | 3 | 1  | 11 | 8½ из 15  | 2                 |
| 1977                      | Варна                                                                                          | Международный турнир                                                                           |   |    |    |           | 6                 |
| 1978                      | Варшава                                                                                        | Международный турнир                                                                           | 2 | 2  | 7  | 5½ из 11  | 6—7               |
| 1979                      | Экшё                                                                                           | Международный турнир                                                                           | 1 | 1  | 7  | 4½ из 9   | 5                 |
| 1979 / 1980               | Градец-Кралове                                                                                 | Международный турнир                                                                           |   |    |    |           | [ 11 ]            |
| 1980                      | Старый Смоковец                                                                                | Международный турнир                                                                           | 1 | 1  | 10 | 6 из 12   | 4—8               |
| 1981                      | Экшё                                                                                           | Международный турнир                                                                           | 4 | 3  | 4  | 6 из 11   | 3—4               |
| 1983                      | Трнава                                                                                         | Международный турнир (турнир В)                                                                | 3 | 2  | 8  | 7 из 13   | 6—8               |
|                           | Старый Смоковец                                                                                | Международный турнир                                                                           | 3 | 2  | 8  | 7 из 13   | 7                 |
| 1985                      | Трнава                                                                                         | Международный турнир                                                                           | 3 | 3  | 7  | 6½ из 13  | 8—10              |
|                           | Карвина                                                                                        | Чемпионат Чехии                                                                                | 3 | 1  | 9  | 7½ из 13  | 6—12              |
| 1987                      | Наленчув                                                                                       | Международный турнир                                                                           | 3 | 1  | 8  | 7 из 12   | 2—5               |
| СОРЕВНОВАНИЯ ПО ПЕРЕПИСКЕ |                                                                                                |                                                                                                |   |    |    |           |                   |
| 1965—1968                 | 5-й командный чемпионат мира по переписке (заочная олимпиада; сборная Чехословакии, 6-я доска) | 5-й командный чемпионат мира по переписке (заочная олимпиада; сборная Чехословакии, 6-я доска) | 5 | 1  | 2  | 6 из 8    | Команда — чемпион |
| 1975—1980                 | 8-й чемпионат мира                                                                             | 8-й чемпионат мира                                                                             | 0 | 12 | 2  | 1 из 14   | 15                |